# Dumas
Dumas je priimek več oseb:
- Alexandre Dumas, starejši (1802—1870), francoski pisatelj
- Alexandre Dumas, mlajši (1824—1895), francoski pisatalj, sin prejšnjega
- Jean-Baptiste Dumas (1800—1884), francoski kemik
- Paul-Henri Dumas (1894—1964), francoski general
- Roland Dumas (1922—2024), francoski politik